# Medal Pamiątkowy Estońskiej Wojny o Niepodległość
Medal Pamiątkowy Estońskiej Wojny o Niepodległość (est. Eesti Vabadussõja mälestusmärk) – estońskie odznaczenie wojskowe ustanowione w 1920 roku.

## Historia
Medal Pamiątkowy Estońskiej Wojny o Niepodległość został ustanowiony 14 grudnia 1920 roku w celu uhonorowania osób biorących udział w wojnie o niepodległość Estonii.

## Opis medalu
Medal wykonany był z brązu o średnicy 35 mm. Zawieszany był na trójkątnej niebieskiej wstążce z czarnym pasem pośrodku.

•	Na awersie medalu przedstawiony został żołnierz trzymający w dłoniach karabin i osłaniający matkę z dziećmi przed ich domem. W tle widzimy drzewo, łany zboża i odległą sylwetkę miasta. Po prawej stronie widnieje estoński napis: KODU KAITSEKS (ZA OBRONĘ DOMU)

•	Na rewersie medalu znajduje się kompozycja składająca się ze skrzyżowanych szabel i gałązek laurowych, ponad którymi widnieje data 1918-1920. Na dole kompozycję zamyka wstęga z estońskim napisem: EESTI WABADUSSÕjA MALETUSEKS (NA PAMIĄTKĘ ESTOŃSKIEJ WOJNY O WOLNOŚĆ)